# Hygrohypnella polaris
Hygrohypnella polaris là một loài rêu trong họ Scorpidiaceae. Loài này được (Lindb.) Ignatov & Ignatova mô tả khoa học đầu tiên năm 2004.